# Georg Goetz
Georg Goetz (* 3. November 1849 in Gompertshausen; † 1. Januar 1932 in Jena) war ein deutscher Klassischer Philologe, der von 1879 bis 1923 als Professor in Jena wirkte.

## Leben

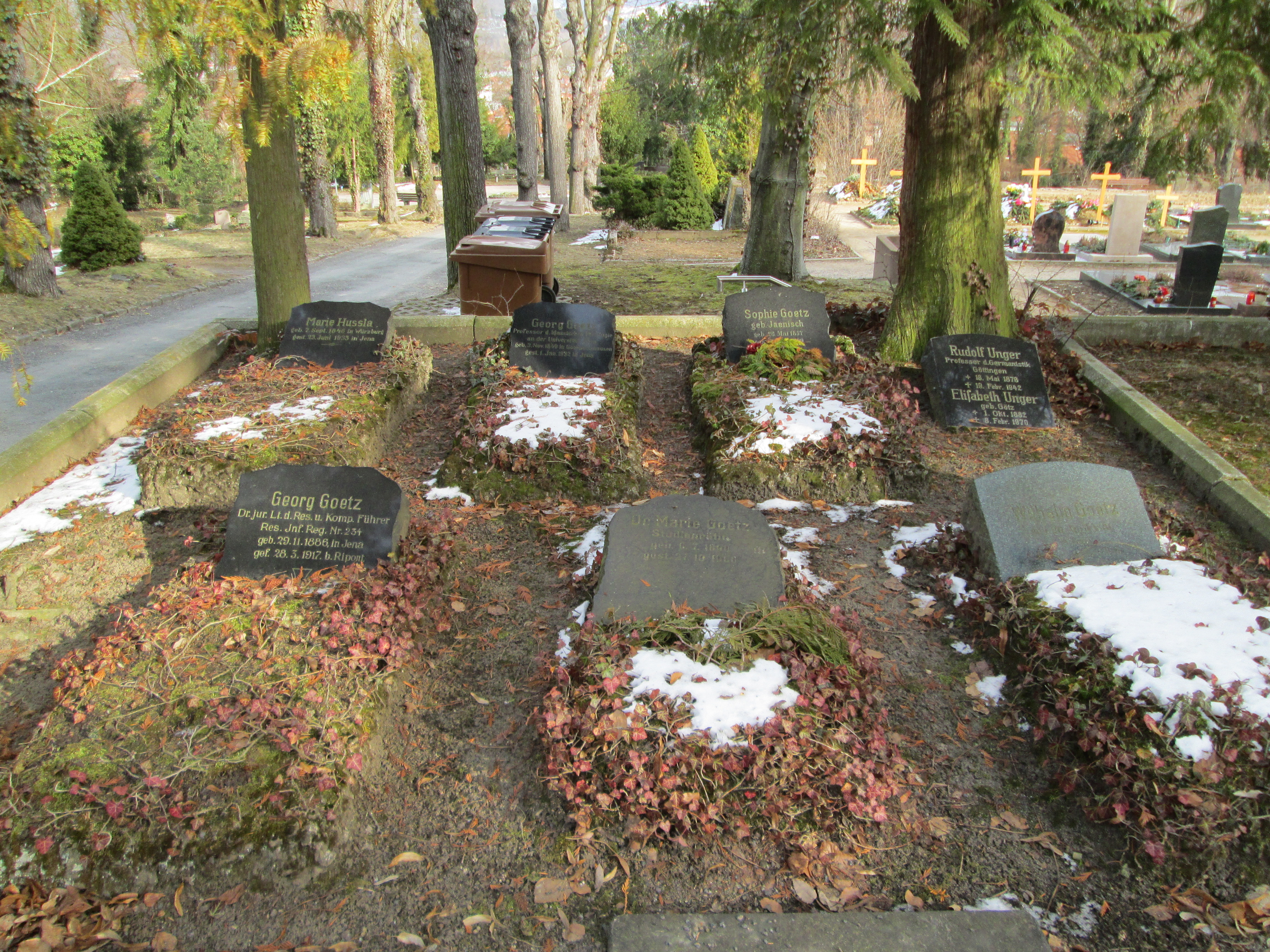
Grabstätte auf dem Nordfriedhof in Jena

Georg Goetz war der Sohn des Schmiedes und Landwirts Nikolaus Goetz und dessen Frau Margaretha Roeser. Er hatte 1863 das Gymnasium in Hildburghausen besucht und studierte 1870 an der Universität Leipzig klassische Philologie bei Friedrich Ritschl. Noch im selben Jahr trat er in den Militärdienst ein. Er beteiligte sich am Deutsch-Französischen Krieg und wurde dabei verwundet. Für seine militärischen Verdienste wurde er mit der Kriegsgedenkmünze 1870/1871, dem preußischen Eisernen Kreuz 2. Klasse, der preußischen Landwehrdienstauszeichnung, der preußische Zentarmedaille und der silbernen, dem sächsischen Militär-St.-Heinrichs-Orden angeschlossene, Verdienstmedaille dekoriert. Später wurde er für seine wissenschaftlichen Leistungen Ritter erster Klasse des herzoglich-sächsischen Hausordens vom weißen Falken und Ritter erster Klasse des Sachsen-Ernestinischen Hausordens.
Zurückgekehrt nach Leipzig promovierte er im April 1873 mit der Dissertation De temporibus Ecclesiazuson Aristophanis zum Doktor der Philosophie. Anschließend arbeitete er als Hauslehrer bei Nicolai von Tuhr in Petersburg, bis er 1875 durch Ritschls Vermittlung Adjunkt am Seminar für russische Philologie der Universität Leipzig wurde. Vom 1. August bis 15. September wirkte er an der Thomasschule zu Leipzig. 1876 legte Goetz das Staatsexamen in den Fächern Latein, Griechisch, Deutsch und Geschichte ab, 1877 habilitierte er sich für die Klassische Philologie. Im Frühjahr 1879 ging Goetz als außerordentlicher Professor der klassischen Philologie an die Universität Jena, wurde damit verbunden Direktor des philologischen Seminars und übernahm am 21. Februar 1880 die ordentliche Professur der klassischen Philologie.
Anfang des Wintersemesters 1882/83 erhielt er zudem den ordentlichen Lehrstuhl für Rhetorik und man ernannte ihn zum geheimen Hofrat von Sachsen-Weimar-Eisenach. Goetz beteiligte sich auch an den organisatorischen Aufgaben der Salana. So war er einige Male Dekan der philosophischen Fakultät und im Wintersemester 1890, im Sommersemester 1902, sowie im Jahr 1910/11 Rektor der Alma Mater. 1888 wurde er als ordentliches Mitglied in die Sächsische Akademie der Wissenschaften aufgenommen, 1903 ernannte ihn die Bayerische Akademie der Wissenschaften zum korrespondierenden Mitglied und er wurde 1919 Mitglied der Akademie gemeinnütziger Wissenschaften in Erfurt. 1923 wurde Goetz emeritiert. Sein Nachfolger wurde Johannes Stroux. Georg Goetz wurde nach seinem Tod auf dem Jenaer Nordfriedhof bestattet.
Seit seinem Studium war Goetz Mitglied und später Alter Herr des Klassisch-Philologischen Vereins Leipzig im Naumburger Kartellverband.

## Wirken
Goetz hatte drei Forschungsschwerpunkte: Die Komödien des Plautus, die lateinischen Glossen und die Schriften des Marcus Terentius Varro. Die Arbeiten zu Plautus gingen auf Anregungen seines Lehrers Ritschl zurück, der Goetz auch bei seiner großen Plautus-Ausgabe als Mitarbeiter hinzuzog (gemeinsam mit Fritz Schöll und Gustav Löwe). Goetz und Schöll führten das Werk 1894 zu Ende, nachdem Ritschl 1876 und Löwe 1883 verstorben waren. Dies war die erste Ausgabe des Plautus, die den Maßstäben der Textkritik gerecht wurde. In ihrer Nachfolge veröffentlichten Goetz und Schöll eine Schulausgabe in der Bibliotheca Teubneriana, die zum Teil mehrmals aufgelegt wurde.
Auf Ritschl geht auch Goetz’ größtes Werk zurück, die Fortführung und Beendigung der von Gustav Löwe begonnene Sammlung lateinischer Glossen (Corpus Glossarum Latinarum). Sie erschien von 1888 bis 1923 in sieben Bänden unter dem Titel Corpus glossariorum Latinorum und war besonders der Erstellung des Thesaurus Linguae Latinae zuträglich. Aus der Beschäftigung mit den Glossen ging auch die von ihm und Schöll besorgte Ausgabe von Varros Werk De lingua Latina (1910) zurück, die erstmals alle überlieferten Textfragmente berücksichtigte. Außerdem gab er Varros Rerum rusticarum libri tres (1912) und Catos De agricultura (1914) heraus.
Goetz beschäftigte sich außerdem mit dem Latein des Mittelalters und anderen mediävistischen Themen. Für Paulys Realencyclopädie der classischen Altertumswissenschaft bearbeitete er zahlreiche Grammatikerartikel.

## Familie
1880 heiratete Goetz Sophie Jaenisch (* 26. Mai 1857 in Leipzig), die Tochter des Leipziger Kaufmanns Carl Heinrich Jaenisch und dessen Frau Erdmuthe Rosamunde Charlotta Maria Zwanziger. Aus der Ehe stammen zwei Söhne und drei Töchter. Die älteste Tochter Elisabeth Goetz (* 1. Oktober 1882 in Jena; † 8. Februar 1970) heiratete 1909 den späteren Professor der Germanistik an der Universität Göttingen Rudolf Unger. Die Tochter Margarete Goetz (* 10. April 1889 in Jena; † 21. September 1952 in Bochum) heiratete 1914 den späteren Professor der Inneren Medizin Viktor Reichmann. Die jüngste Tochter Marie Goetz (* 6. Juni 1890 in Jena; † 27. Oktober 1980) wurde promovierte Studienrätin. Der Sohn Georg Götz (* 29. November 1886 in Jena; 28. März 1917 bei Ripont) fiel im Ersten Weltkrieg und der Sohn Wilhelm Goetz starb in jungen Jahren.

## Schriften (Auswahl)
- Hermeneumata pseudodositheana. Leipzig 1892.